# Tumulus de Meulson
Le tumulus de Meulson est un cairn daté de l'Âge du fer, situé à Meulson, en Côte-d'Or, en Bourgogne (France). Il présente une disposition originale avec un plan carré et un étagement de pierres sèches sur plusieurs niveaux.

## Historique
Le cairn, découvert en 1988 lors d’un décapage de carrière, a été fouillé en 1998 par Alain Gelot. Pour laisser libre cours à l'exploitation de la carrière, il a été transféré en 2008 sur un nouvel emplacement situé à proximité.

## Situation
Le cairn se trouvait à l'origine en plein champ, à l'est du village et en partie sur une carrière de calcaire en exploitation, propriété de la Société des Carrières d’Etrochey. Il reposait initialement sur des cryoturbations périglaciaires, sur une légère pente du nord vers le sud.
Le cairn reconstitué en 2008 est situé à 700 m à l'est du village de Meulson, canton d'Aignay-le-Duc, dans la partie nord de la Côte-d'Or, à 30 km au sud de Châtillon-sur-Seine et au nord de Dijon. Il est au bord de la route de campagne menant au hameau de Valfermet, au nord-est de Meulson. Son altitude est de 398 mètres.
Le cairn est distant de quelques centaines de mètres seulement d’un monument funéraire composite fouillé en 1999 et avec lequel il a peut-être formé un ensemble.

## Description
Sur la base du matériel archéologique trouvé lors des fouilles, le cairn est daté d'environ 400 à 250 av. J.-C., c'est-à-dire du second Âge du fer. Il est constitué de pierres sèches qui se chevauchent, disposées selon un plan carré avec des niveaux superposés de façon pyramidale.
Le site se présente sous la forme d’un enclos fossoyé quadrangulaire de 7 m de côté, avec une architecture complexe de plusieurs niveaux superposés : deux niveaux quadrangulaires aux angles arrondis au sommet du cairn, puis deux niveaux circulaires, et enfin deux niveaux quadrangulaires aux angles aigus à la base de l'édifice. Le niveau de base est original en ce que ses pierres sont disposées en arêtes de poisson.
Quatre fosses pouvant être identifiées comme des tombes ont été reconnues au centre de l'édifice. Deux de ces structures ont été fouillées. Ces sépultures à inhumation peuvent être datées, d’après le mobilier archéologique qu’elles ont livré, de La Tène B (IVe / première moitié du IIIe siècle av. J.-C.). Neuf autres sépultures sont réparties autour du monument.

## Mobilier archéologique
On a trouvé des fibules, outils, armes, boucles de ceinture. Le matériel des tombes est principalement métallique ; on note l’absence de vases en terre cuite.
La Tène moyenne est signalée par des buchers ayant livré un matériel métallique et céramique, indiquant une modification des pratiques funéraires.

## Analyse
Des groupements de sépultures remplacent les tombes individuelles sous tumulus. Pour les derniers niveaux, l’effet de concentration selon un axe commun des sépultures se faisait sur une à plusieurs générations. L’installation de sépultures n’équivaut pas systématiquement à une mise en place dans le comblement du monument, mais peut induire un rapprochement avec des sépultures plus anciennes, en perçant si besoin les monuments antérieurs. Il semble vraisemblable que l’on soit en présence de sépultures décrites comme des « sépultures adventices ». Les écartements des niveaux circulaires et des grands niveaux quadrangulaires aux angles arrondis, ainsi que les longueurs de parements nord des niveaux quadrangulaires, permettent d'en déduire l’utilisation d’un système de mesure au commencement de La Tène ancienne.